# Villa Sauli Bombrini Doria
Villa Sauli Bombrini Doria è una storica dimora nobiliare, nel quartiere genovese di Albaro, situata in posizione elevata rispetto a via Albaro. Dal 1972 è sede del Conservatorio Niccolò Paganini di Genova.
Il nome Sauli Bombrini Doria è dato dalle famiglie che vi hanno abitato. L'impianto attuale della villa risale al Seicento.
Nelle vicinanze si trovano altre illustri ville genovesi, ovvero villa Saluzzo Bombrini, villa Saluzzo Mongiardino e villa Saluzzo Carrega Parodi, tutte appartenute alla famiglia Saluzzo.

## Storia
Le prime strutture della villa risalgono al Quattrocento. Lo sviluppo come villa risale però agli inizi del Cinquecento, quando l'edificio e i terreni circostanti risultano di proprietà della famiglia Sauli. I Sauli trasformarono le strutture quattrocentesche includendole a metà Cinquecento in un edificio più ampio che includeva anche il salone del piano nobile. Nel Seicento l'edificio prese sostanzialmente la struttura mantenuta anche in seguito.
Dal 1677, quando la villa era di proprietà di Francesco Maria Sauli, figlio di Giovanni Antonio, si attuò una ristrutturazione sia dal punto di vista architettonico sia per quanto riguarda gli ambienti esterni, divisi in giardini e zone coltivate.
Agli inizi dell'Ottocento la villa passò al marchese Costantino Sauli e, nel 1855, alla sua terzogenita, Luigia.
Nel 1856 Luigia Sauli vendette l'intera proprietà al cavaliere Carlo Bombrini ed è in questo periodo che la villa assunse l'aspetto definitivo. Negli anni successivi la proprietà fu ampliata con l'acquisto della adiacente villa Cambiaso.
Qualche anno più tardi villa Cambiaso venne venduta; Villa Sauli Bombrini Doria venne ceduta nel 1960 a una società immobiliare da Rosetta Bombrini, vedova del marchese Doria.
Nel 1962 il Comune di Genova acquistò la villa, che dal 1972 è sede del Conservatorio Niccolò Paganini, trasferitosi da Palazzo della Meridiana, posto nel centro storico della città.
Tra il 1969 e il 1972 la villa subì una ristrutturazione generale e il parco fu destinato a uso pubblico.

## Descrizione
La villa, posta in posizione elevata rispetto a via Albaro, è circondata da un ampio parco, formato da alberi ad alto fusto e da componenti naturalistici emulati, che vanno a formare un arredo romantico. Una fontana, posta di fronte alla facciata orientata verso via Albaro, è invece la chiara testimonianza di un precedente giardino all'italiana.

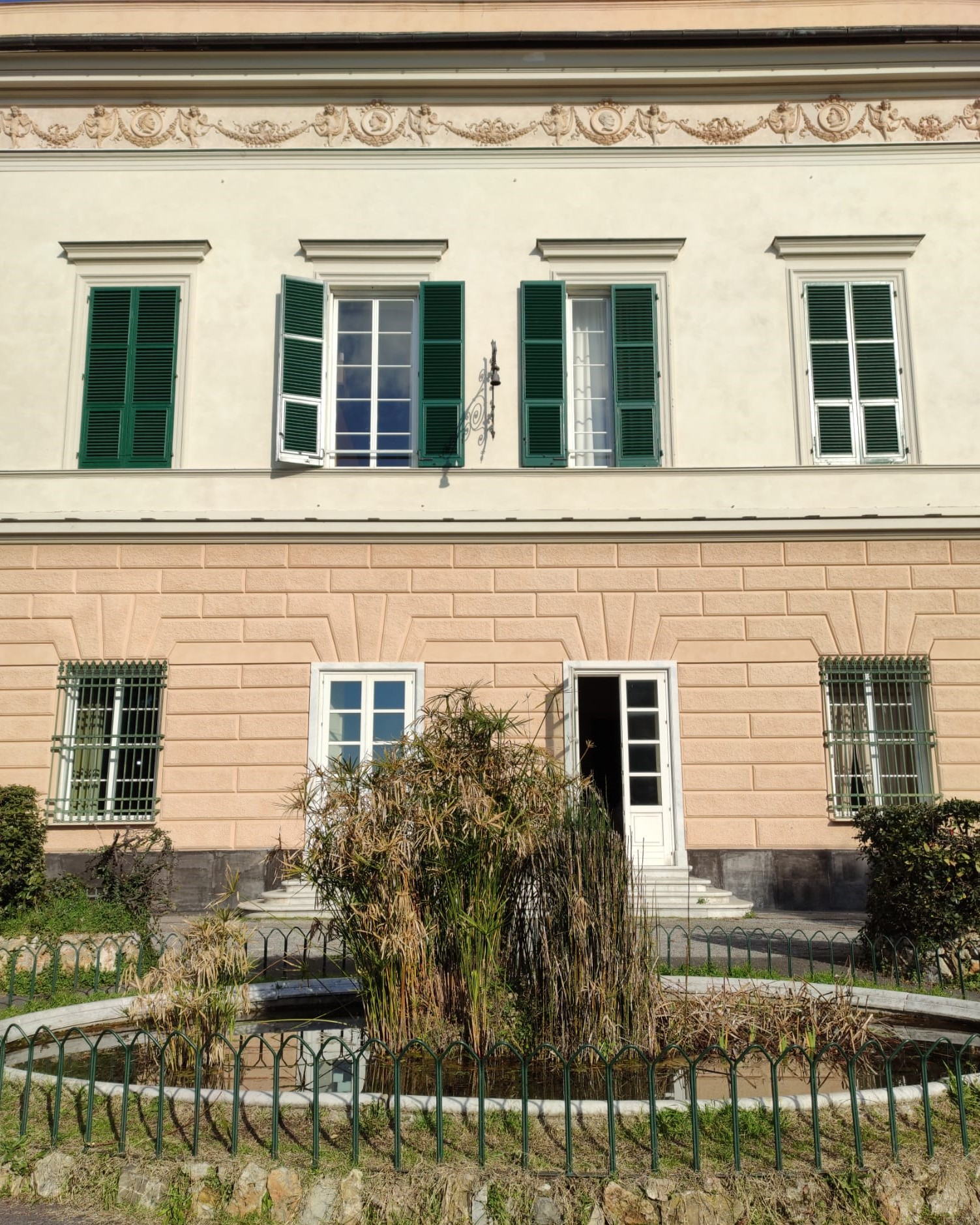
Prospetto della facciata rivolta a sud

Il palazzo è sviluppato su più piani e ha subito un'importante ristrutturazione nell'Ottocento. Inizialmente, infatti, l'ingresso dell'edificio era posto sul lato sud, mentre oggi si trova sul lato nord, preceduto da un ampio portico a tre archi e da un vestibolo voltato.
Nel piano nobile si trova un grande salone rettangolare, avente il lato più lungo rivolto a meridione, come spesso accade negli edifici che si trovano in questa zona. Lungo il lato corto si trova un maestoso organo, che per altezza raggiunge quasi il soffitto della sala. 
La rigorosità e la bellezza dell'edificio è visibile già sulle facciate. Lì è netta la divisione, sottolineata dalla trabeazione orizzontale, tra la parte inferiore finita col bugnato e la parte superiore semplicemente intonacata, eccezion fatta per le cornici architravate delle finestre.
Questo schema architettonico rispetta i canoni e i criteri della forma stilistica classica, dove vengono mantenute le simmetrie e viene aumentato il rapporto dei vuoti sui pieni.
Alle tre finestre centrali originali del piano nobile ne è stata aggiunta una quarta, in corrispondenza del salone.
Le logge angolari sono state realizzate a bugnato liscio, ovvero con pietre levigate.